# Oscar Rundblom
Oscar Benjamin Rundblom, född 2 mars 1898 i Adolf Fredriks församling, Stockholm, död 20 december 1976 i Köping, Västmanlands län, var en svensk präst.
Rundblom tog filosofie kandidatexamen vid Lunds universitet 1925 och teologie kandidatexamen vid Uppsala universitet 1927. Han blev teologie licentiat 1942 och teologie doktor i Uppsala 1948 med en avhandling om svenska förbindelser med Leipzigmissionen. Han blev dubbeldoktor med avhandlingen Kommunismen och kyrkan (1961).
Rundblom prästvigdes 1921 och var sekreterare i Svenska kyrkans missionsstyrelse 1936–1950. Han var därefter komminister i Adolf Fredriks församling i Stockholm 1950–1951 och domprost i Västerås 1951–1966.
Rundblom skrev ett antal reseskildringar, bland andra böckerna Kina tur och retur och Maharadjor och malariamyggor. Efter andra världskriget lyckades Oscar Rundblom med hjälp av bland andra Carl Gustaf von Rosen och Folke Bernadotte få köpa ett amerikanskt flygplan som fick namnet Ansgar. Det användes till att hämta missionärer som levt isolerade i Kina under krigsåren.[källa behövs]
Rundblom blev ledamot av Nordstjärneorden 1953 och kommendör av samma orden 1962.
Han var från 1920 gift med Vera Ljung (1898–1990), som föddes i Ekerö. Makarna är begravda på Hovdestalunds kyrkogård.

## Filmmanus
- 1950 – Högalid :– en film om en Söderförsamling

## Filmografi roller
- 1957 – Prästen i Uddarbo – domprost